# 이옥 (1760년)
이옥(李鈺, 1760년 - 1813년 6월 5일)은 조선 후기의 시인이자 문인이다. 본관은 전주이다. 자(字)는 기상(其相), 호는 문무자(文無子)이다. 효령대군의 후손이었으나 서얼이었다. 경기도 화성군 출신.
한성으로 올라가 성균관의 유생이 되고, 유생 재학 중 1790년(정조 14년) 생원시에 합격하였다. 그러나 정조의 문체반정으로 과거 시험을 단념하고 낙향하여 남양에서 은둔하며 시문과 학문으로 소일하였다. 발해고의 저자 실학자 유득공의 이종 사촌 형제간이 된다.

## 생애
경기도 화성군 남양면 출신으로 증조부는 가선대부 호위별장 이만림이고, 할아버지는 어모장군 행용양위부사과를 지낸 이동윤이며, 아버지는 이상오이고, 어머니는 남양홍씨로, 이성현감 홍이석(洪以錫)의 딸이다. 발해고의 저자 실학자 유득공은 그의 이모의 아들로, 이종 사촌형이 된다. 아버지 이상오의 본부인 남양홍씨는 홍이원(洪以源)의 딸이자 홍시구(洪時龜)의 손녀였는데, 남양홍씨가 죽자 다시 홍이석의 딸 남양홍씨와 재혼했는데, 홍이석은 홍시구의 조카이자 홍시주의 아들로, 이옥의 아버지 이상오는 전처의 6촌 여동생을 후처로 맞이한 것이다. 아버지의 전처 홍이원의 딸에게서는 2명의 이복 형이 있었다.
부계로는 태종의 차남 효령대군의 11대손으로 왕족 대우는 8대조 파성군 이철동에게서 끝났다. 8대조 파성군 이철동이 서자였고, 그후 7대조 광윤, 6대조 간, 5대조 경유는 정실 소생의 적자였지만, 고조부 이기축은 인조반정 공신으로, 병마절도사 이경유의 서자였다. 외할아버지 홍이석은 병마와 수군절도사를 지낸 홍시주의 서자였으며, 외할머니 우계이씨는 남인 문신 이서우의 서녀였다.
아버지 이상오는 1754년 진사시에 합격하였으며, 본처 남양홍씨 홍이원의 딸이 죽자, 홍이원의 먼 친척인 홍이석의 딸과 재혼하였다. 그의 선대는 양주군 별비면 고산리(현, 의정부시 고산동)에서 살았지만, 의정부 출신이던 이상오는 처가가 있는 화성군 남양면으로 이주해서 정착했다. 남양면 백곡리는 그의 외가의 세거지로, 외증조부 홍시주의 묘와 백곡산성 주변에는 외종조부 홍이연, 외할아버지 홍이석의 묘소가 있다.
그의 가계는 여유가 있어 장서를 소지했고, 종을 몇명 두어 어장을 운영하였다. 그는 일찍부터 이종사촌 유득공을 통해 청나라의 서적을 구해서 읽기도 했다. 젊어서 한성으로 올라가 성균관의 유생이 되었고, 성균관 유생 재학 중이던 1790년(정조 25년) 생원시에 합격하여 성균생원이 되었다. 그러나 정조의 문체반정으로 과거 시험을 단념하고 낙향, 충군을 청하는 상소까지 있었지만 충군에 대한 청원은 하지 않고 낙향했다. 1798년 봄 경상도 삼가현의 요청으로 내려가 1801년(순조 1) 2월에 귀향했다.
1801년(순조 1) 한성으로 올라왔으나 정조는 사망한 상태였고, 신유옥사 이후 관직을 단념하고 경기도 화성군 남양에서 은둔생활을 하며 시문과 학문, 저술 활동으로 소일하였다.
그는 성균관 유생 시절에 만난 김려(金鑢)와 그의 동생 김선(金鏇), 강이천(姜彛天) 등과 교유하였다.

## 기타
- 이종 사촌형 유득공은 근기남인 실학자이자 근기남인 성리학자였던 성호 이익의 문하생이었다.

- 남인과의 직접적인 관련성은 없으나 이옥의 외할아버지 홍이석의 8촌 재종조부뻘 되는 홍우원은 숙종 때의 남인 중진이었다. 이옥의 외외증조부 이서우가 북인에서 남인으로 전향한 인물이고, 유득공의 스승 이익 역시 북인 당원인 소릉 이상의의 후손이다.

- 큰 외종조부 홍이하는 윤휴를 옹호한 일과 서인 관료들을 비방한 일로 문제가 되기도 했다.

- 외할머니 우계이씨는 송곡 이서우의 서녀인데, 외외증조부 이서우의 어머니는 다시 그의 5대조 이경유의 두번째 부인 죽산박씨 소생의 적녀였다. 이옥의 고조부 이기축은 이경유의 첩인 장흥고씨 고언명의 딸 소생 서자이나, 간혹 얼자라는 기록들, 이서가 이기축을 소개할 때 자신의 얼속이라 칭한 것, 승정원일기 천얼로도 언급되는 등 노비 소생의 얼자일 가능성도 존재한다.

## 같이 보기
| - 유득공 - 홍이석 - 이만림 - 이기축 - 이경유 - 효령대군 - 이경록 | - 이간 - 이서 - 이만수 - 이경항 - 이서우 - 이익 |